# LAB14
Die LAB14 GmbH ist eine Unternehmensgruppe mit Sitz in Heidelberg, die auf Fertigungslösungen in der Mikro- und Nanotechnologie spezialisiert ist. Sie bietet Technologien und Dienstleistungen für Anwendungen in der Oberflächenanalyse, Strukturierungstechnologie, Verarbeitung sowie in der additiven Elektronik an. Mit mehr als 1.200 Mitarbeitenden vereint LAB14 mehrere Unternehmen aus diesen Bereichen unter einem Dach. Die Unternehmensgruppe verfügt über insgesamt 28 Standorte in Europa, Amerika und Asien und betreut mehr als 2.300 Kunden.

## Geschichte
LAB14 wurde im Jahr 2022 als Tochtergesellschaft der RSBG SE gegründet und ist somit Teil der RAG-Stiftung. Die Unternehmensgruppe ging aus der 2019 gegründeten RSBG Advanced Manufacturing Technologies GmbH (RSBG AMT) hervor, einem von fünf Clustern der RSBG SE. Im Zuge einer strategischen Neuausrichtung erfolgte die Umbenennung in die LAB14 GmbH.
Im Laufe der Zeit hat LAB14 spezialisierte Unternehmen in verschiedenen Technologiebereichen übernommen. 2015 wurde Heidelberg Instruments von der RSBG SE übernommen, gefolgt vom Erwerb des französischen Unternehmens 40-30 im Jahr 2016. Zwischen 2018 und 2021 wurden GenISys, SPECS, Notion Systems und Osiris International akquiriert. Nach der Gründung der LAB14 wurden diese Unternehmen in die neue Struktur integriert. Im Jahr 2023 erfolgten die Übernahmen von Amcoss und Nanosurf. 2024 übernahm LAB14 das Unternehmen Nanoscribe von der schwedischen BICO Group AB.
Die Unternehmensgruppe bietet heute Lösungen in den Bereichen Forschung, Bildung und industrielle Anwendungen an.

## Konzernstruktur
Die LAB14 GmbH unterhält aktuell folgende Tochterunternehmen (Stand Februar 2025):
- Amcoss GmbH produziert spezialisierte Wafer-Prozessanlagen und Komponenten für die Halbleiterindustrie. Das Unternehmen mit Sitz in Österreich bietet Lösungen in den Bereichen Beschichtung, Reinigung und Ätzen sowie maßgeschneiderte Kälte- und Wärmetauschsysteme. Amcoss ist ISO 9001-zertifiziert und arbeitet eng mit globalen Mikrochip-Herstellern zusammen.

- GenISys GmbH ist ein Anbieter von Softwarelösungen zur Prozessoptimierung in der Mikro- und Nanofertigung. Das Unternehmen spezialisiert sich auf die Verbesserung von Lithografieprozessen, Datenmodellierung und Metrologie für die Halbleiter- und MEMS-Industrie und bietet maßgeschneiderte Lösungen, die den Fertigungsprozess effizienter und präziser machen.

- Heidelberg Instruments Mikrotechnik GmbH ist ein globaler Anbieter von maskenlosen Lithografie-Systemen für die Mikro-, Nano- und 3D-Strukturierung. Mit über 1.400 installierten Systemen weltweit wird das Unternehmen von Forschungsinstituten und der Industrie in Bereichen wie der Herstellung von Fotomasken, MEMS-Technologie, Mikrooptiken und Sensorik eingesetzt.

- Nanoscribe GmbH & Co. KG entwickelt und produziert 3D-Drucksysteme auf Basis der Zwei-Photonen-Polymerisation, die in der Mikro- und Nanofabrikation verwendet werden. Das Unternehmen wurde 2007 als Spin-off des Karlsruher Instituts für Technologie (KIT) gegründet und hat sich seitdem zu einem Anbieter für additive Fertigung auf der Nano- und Mikroskala entwickelt.

- Nanosurf AG ist ein Unternehmen aus der Schweiz, das sich auf die Entwicklung und Herstellung von Rasterkraftmikroskopen (AFM) spezialisiert hat. Seit seiner Gründung im Jahr 1997 hat Nanosurf Lösungen für die akademische Forschung, für Material- und Lebenswissenschaften sowie industrielle Anwendungen entwickelt.

- Notion Systems GmbH ist auf Tintenstrahldrucksysteme für funktionale Materialien spezialisiert. Das Unternehmen entwickelt Lösungen für die Produktion von elektronischen Displays, Leiterplatten, Halbleitern und optischen 3D-Komponenten.

- Osiris International GmbH ist ein Hersteller von Anlagen für photolithografische Prozesse in der Halbleiter- und Mikrosystemtechnik (MEMS). Das Unternehmen entwickelt Maschinen zur Verarbeitung einzelner Substrate und bietet Lösungen von manuellen Laborsystemen bis hin zu vollautomatisierten Clustersystemen.

- SPECS Surface Nano Analysis GmbH, mit ihren Marken SPECS, Focus, Nanonis und Enviro, ist auf Werkzeuge zur Oberflächenanalyse und Rastersondenmikroskopie spezialisiert. Das Unternehmen bietet eine Vielzahl von Technologien für die Oberflächenanalyse unter Vakuumbedingungen sowie XPS-Analysen.

- 40-30 SAS mit Sitz in Frankreich bietet Wartungs-, Reinigungs- und Reparaturlösungen für Vakuumtechnologie, Elektronik und hochreinen Umgebungen. Das Unternehmen bietet zudem Prozessmanagementsoftware sowie eine Plattform für den Kauf von Ersatzteilen für Kunden aus verschiedenen Industrien an, darunter Halbleiter, Luft- und Raumfahrt und Energie.

## Regionales Engagement
Die LAB14 engagiert sich als regionaler Partner der MLP Academics, einem Basketballverein aus Heidelberg, unter anderem auch mit dem Ziel, die Sichtbarkeit des Unternehmens in der Region zu erhöhen.